# Quirino Majorana
Quirino Francesco Valentino Majorana (Catania, 28 ottobre 1871 – Rieti, 31 luglio 1957) è stato un fisico italiano.
Diede notevoli contributi in diversi settori della fisica, sperimentale e applicata; in particolare, alcune sue ricerche saranno alla base dello sviluppo della telefonia e contribuiranno alla nascita della televisione. Fu zio di Ettore Majorana, il famoso fisico scomparso nel 1938.

## Biografia e carriera

### Famiglia d'origine
Quirino Majorana apparteneva alla famiglia Majorana Calatabiano che annoverò diverse personalità le quali si distinsero in campo scientifico e politico, nel XIX e nel XX secolo. Era figlio terzogenito dell'economista Salvatore Majorana Calatabiano (1825-1897), che fu senatore del Regno d'Italia, e della sua seconda moglie Rosa Campisi; fu fratello di Angelo, Giuseppe, Dante e Fabio, quindi zio di Ettore, il famoso fisico teorico scomparso nel 1938; ebbe anche come sorelle Elvira ed Emilia.

### Carriera
Dopo la laurea in ingegneria nel 1891, a Roma, conseguì pure quella in fisica sperimentale, laureandosi nel 1893 con Pietro Blaserna, di cui fu assistente fino al 1904, quando venne nominato direttore dell'Istituto centrale dei telefoni e dei telegrafi di Roma, carica che mantenne fino al 1914, anno in cui divenne ordinario di fisica sperimentale al Politecnico di Torino, dove rimarrà fino al 1921 (quando lo sostituirà Eligio Perucca). Fin dal 1894, comunque, non tralasciò mai i suoi studi e le sue ricerche in fisica sperimentale e applicata, la maggior parte dei quali dedicati alle telecomunicazioni, anche quando assunse incarichi istituzionali.
Per queste sue attività, nel 1921 fu chiamato dall'Università di Bologna alla cattedra di fisica sperimentale che fu di Augusto Righi – resasi vacante per la sua morte – proprio per dare un seguito agli indirizzi di ricerca lasciati da quest'ultimo. Qui, internamente alla Facoltà di Scienze, fondò, nel 1931, la Scuola biennale di perfezionamento in radio e telecomunicazioni, che diresse fino al 1941, quando fu collocato a riposo,  ma dove continuò nella ricerca, come emerito, fino al 1954, quando fu chiamato, a Roma, a dirigere l'Istituto Superiore delle Poste e delle Telecomunicazioni, posizione che tenne fino alla morte.
Socio dell'Accademia Nazionale dei Lincei, della Royal Institution di Londra e di molte altre istituzioni accademiche e società scientifiche italiane e straniere, fu presidente della Società Italiana di Fisica dal 1925 al 1947. Contrammiraglio della Marina Militare italiana, nel 1910 vinse il "premio Santoro" dell'Accademia Nazionale dei Lincei per le sue ricerche e i suoi studi sulla telefonia raccolti nel saggio Ricerche ed esperienze di telefonia elettrica senza filo e pubblicato nel 1909, mentre, nel 1940, ricevette il premio Mussolini dall'Accademia d'Italia.

## Ricerca
Le sue ricerche sperimentali in fisica iniziarono già nel 1893, alla stesura della sua tesi di laurea, incentrata sulle proprietà fotoelettriche del selenio, e precorritrice di tecniche elettroniche innovative che verranno solo più tardi. Tali ricerche continuarono poi sotto l'assistentato con Blaserna, e i risultati di alcune di queste, raccolti nel lavoro "Il problema della visione a distanza per mezzo dell'elettricità (telefoto)", pubblicato nella rivista L'Elettricista (III (6) (1894) pp. 133–136), sono da considerarsi antesignani di quella che sarà la tecnica radiotelevisiva.
Dopodiché, si volse allo studio della natura e delle proprietà dei raggi X, fino ai primi anni del 1900, quando passò all'elettrostatica e la magneto-ottica dei mezzi materiali, con attenzione all'effetto Faraday, all'effetto Zeeman e all'effetto Stark-Lo Surdo. In questo contesto, nel 1902 Majorana riuscì, per primo, ad osservare nuovi effetti di birifrangenza magnetica – quest'ultima, proprietà magneto-ottica a lungo teoricamente prevista ma, fino ad allora, mai sperimentalmente rilevata – su miscugli colloidali, dando il via, così, alla fisica dei colloidi.
Questo nuovo effetto osservato da Majorana nei colloidi, oggi noto come effetto Majorana, è l'analogo dell'effetto Cotton-Mouton osservato nei liquidi.
In seguito alle scoperte di Guglielmo Marconi, si orientò verso le radiocomunicazioni, riuscendo ad effettuare alcune prime esperienze di radiotelefonia a partire dal 1903, con la creazione e la realizzazione di nuovi dispositivi elettronici, alcuni dei quali antesignani di quelli che furono poi ideati da Walter Schottky. Questi risultati gli assicurarono la nomina a direttore dell'Istituto centrale dei telefoni e telegrafi di Roma, nel 1904. Tuttavia, egli continuò nelle ricerche sperimentali in radiotelecomunicazioni e la relativa tecnologia, con nuovi dispositivi; in particolare, inventò, nel 1912, la prima valvola ionica a quattro elettrodi, che denominò "deviatore elettronico". Altre, innovative invenzioni in radiocomunicazioni e teletrasmissioni ottiche, svolte per il Ministero della Guerra e della Marina italiano e rimaste segretate per molti anni, precorsero sistemi di radiocomunicazione sopraggiunti solo successivamente.
A partire dai primi anni venti, si dedicò ad una particolare quanto delicata questione di teoria newtoniana della gravitazione, quella inerente all'assorbimento di energia gravitazionale da parte della materia, in analogia a quanto avveniva per altre forme di energia (termica, elettrica, magnetica), riuscendo, al contempo, a testare, con grande precisione, l'inversa proporzionalità quadratica della legge newtoniana, nonché ad individuare sperimentalmente insperati, nuovi aspetti fenomenologici riguardanti la conduzione termica nei metalli. Anche quest'ultime, originali esperienze riguardanti la teoria della gravitazione avranno, in un certo senso, dei corrispettivi nella teoria einsteiniana delle onde gravitazionali che di lì a poco costituirà uno dei capitoli maggiori della teoria della relatività generale. L'ultimo periodo della sua attività di ricerca riguardò la fotoelettricità, con risultati fondamentali per i successivi sviluppi della spettroscopia fotoelettronica. Infine, si occupò pure del movimento di cariche elettriche internamente ai conduttori, nonché allo studio dell'effetto Kerr in materiali non ferromagnetici.
Con l'avvento delle nuove teorie relativistiche, rispetto a cui assunse una posizione decisamente scettica e alquanto critica, approntò ed eseguì alcune notevoli esperienze che, nell'intento di confutarle, invece le corroborava, ragion per cui, con onestà intellettuale, ammise sì la correttezza di alcune delle principali predizioni sperimentali delle nuove idee einsteiniane, ma rimase inspiegabilmente perplesso circa l'impostazione teorica di base datale da Einstein, la cui teoria comunque avversò fino agli ultimi giorni della sua vita.
Nonostante questa riluttanza integrale nei confronti delle nuove idee einsteiniane, dovuta senz'altro alla sua monolitica visione ottocentesca di una fisica orientata più alla sperimentazione che alla teoresi ma che però lo condusse all'isolamento, Majorana fu un fisico sperimentale e applicato di primissimo piano, che, in circa sessant'anni di intensa e prolifica attività, contribuì notevolmente alle telecomunicazioni e alla struttura della materia. Oltre a ciò, fu uno stimato professore, comprensivo e indulgente, la cui premura e dedizione all'insegnamento furono suggellati dalla stesura di molti, apprezzati manuali universitari e non. Morì a Rieti, il 31 luglio del 1957. Le città di Roma, Rieti, Rossano e Bologna, gli hanno intitolato una strada, mentre, nella natìa Catania, una scuola secondaria di primo grado porta il suo nome.

## Alcuni lavori
- "Ricerche ed esperienze di telefonia elettrica senza filo", 1910.
- "Su di un fenomeno fotoelettrico constabile con gli audion", Rendiconti Accademia dei Lincei, V7, pp. 801–806 1928.
- "Nuove ipotesi e fatti nella fisica del Novecento", Annuario della Regia Università di Bologna, a.a. 1933-1934, Bologna, p. 25.
- "Azione della luce su sottili lamine metalliche", La Ricerca Scientifica, National Research Council, V1 1935.
- "Agli albori dell'elettricità. Galvani e la scienza moderna", Sapere, pp. 261–265 1937.
- "Ulteriori ricerche sull'azione della luce su sottili lamine metalliche", Il Nuovo Cimento, V15, pp. 573–593 1938.

## Opere principali

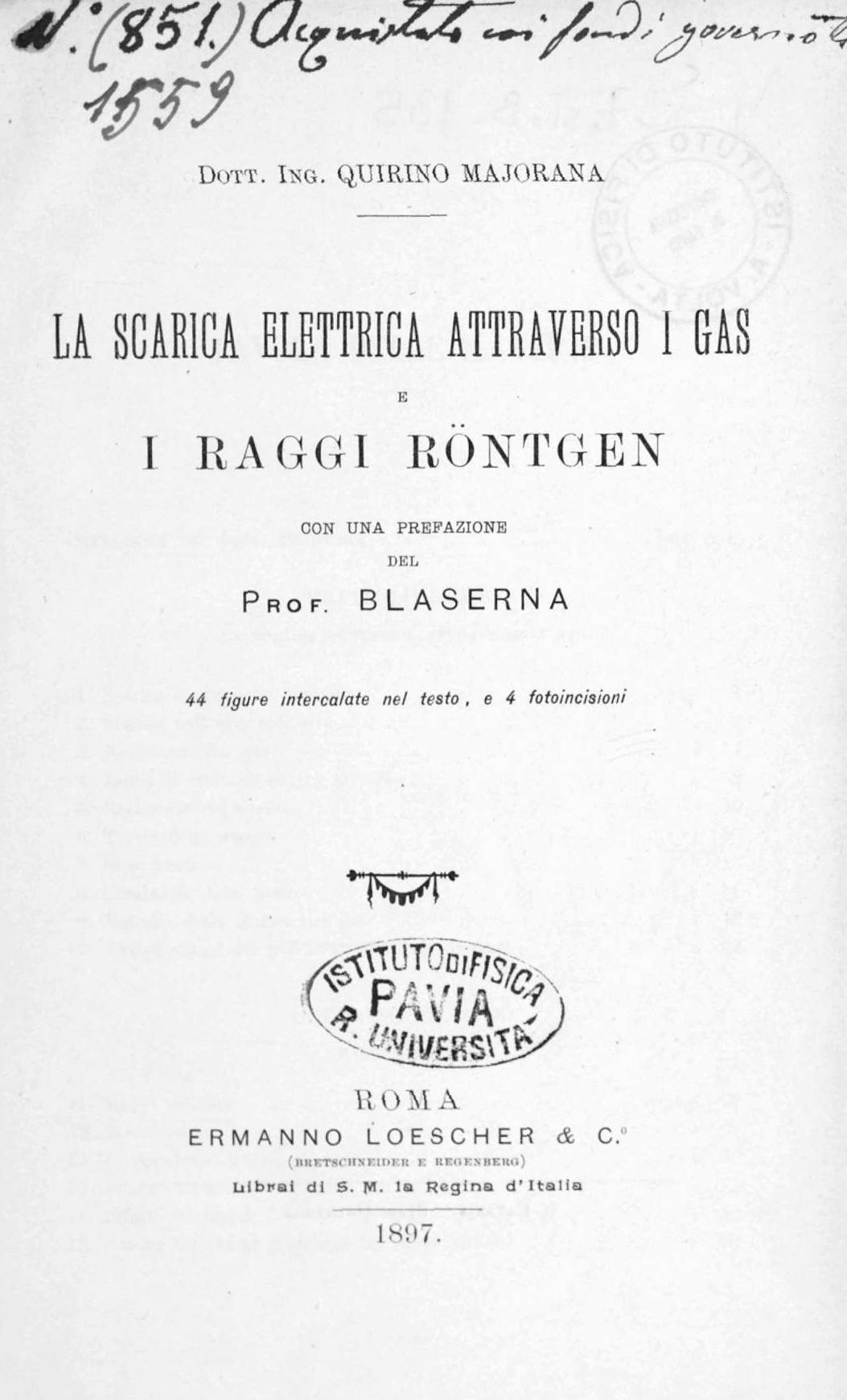
Scarica elettrica attraverso i gas e i raggi Röntgen, 1897

- Scarica elettrica attraverso i gas e i raggi Röntgen, Roma, Loescher, 1897.
- Fisica sperimentale, lezioni del prof. Quirino Majorana raccolte dal dott. U. Magini, Tip. Viretto, Torino, 1915.
- Fisica sperimentale, lezioni del prof. Quirino Majorana riassunte dal dott. U. Magini, Tip. Antonietti, Torino, 1918.
- Fisica sperimentale, Parte I, lezioni del prof. Quirino Majorana raccolte a cura del dott. C. Pirotti, Il grafolito, Bologna, 1925.
- Elementi di fisica ad uso delle scuole medie (con P. Burgatti), Nicola Zanichelli Editore, Bologna, 1927.
- Lezioni di fisica sperimentale, raccolte a cura degli studenti G. Bentivoglio e A. Magelli, GUF, Bologna, 1931.
- Elementi di meccanica e di fisica, ad uso dei licei classici e scientifici (con P. Burgatti), EST. Milano, 1933.
- Corso di fisica sperimentale, GUF, Bologna, 1934.
- Fisica sperimentale, lezioni raccolte da B. Ferretti e M. Sforzini Pierotti, GUF, Bologna, 1937.
- Esercitazioni di fisica, a cura di R. Ricamo, Tip. L. Parma, Bologna, 1938.
- Lezioni di fisica sperimentale, a cura di G.C. Della Noce e R. Ricamo, GUF, Bologna, 1940.